# In The Scent Of Love
In The Scent Of Love（インザセントオブラブ）は、石井一孝の3rdスタジオ・アルバム。

## 収録曲
1. I Wish / スティーヴィー・ワンダー（カバー）
2. ウィ・ウィル・ロック・ユー / クイーン (バンド)（カバー）
3. First Transformation　from『ジキル&ハイド』
4. Alive!　from 『ジキル&ハイド』
5. Tell Me It’s Not True +Easy Terms　from『ブラッド・ブラザース』
6. In The Scent Of Love　Duet with シルビア・グラブ
7. Crystals Of Snow Flowers”
8. Gethsemane　from『ジーザス・クライスト・スーパースター』
9. Bring Him Home（英語版）　from『レ・ミゼラブル』
10. 雪に咲く繻子の花